# Raymond Lépouse
Raymond Lépouse (Luik, 8 januari 1908 – aldaar, 22 juli 1944) was tijdens de Tweede Wereldoorlog lid van het Geheim Leger. Hij was lid van het commando 'Arthur', waar hij bekendstond als 'Sam'.
Lépouse werd op 20 juli 1944 gearresteerd. Om tijdens de ondervragingen geen namen te kunnen verklappen van zijn mede-weerstanders sprong hij, terwijl zijn handen op zijn rug waren vastgebonden, uit de tweede verdieping van het Paleis van de Prins-bisschoppen. Hij overleed de volgende dag in het ziekenhuis van de Sint-Laurentiusabdij.
Lépouse wordt herdacht met een bronzen gedenkplaat op de Place Saint-Lambert in Luik.